# Menhir du Moustoir (Carnac)
Pour les articles homonymes, voir Moustoir.
Le menhir du Moustoir, appelé aussi menhir de Parc-er-Mané, est un menhir situé à Carnac, dans le Morbihan en France.

## Historique
Le menhir a été redressé en 1919 par Zacharie le Rouzic. Il est classé au titre des monuments historiques par arrêté du 10 mai 1926

## Description
Le menhir est situé à environ 30 m à sud-ouest du tumulus du Moustoir. Le menhir est un monolithe de d'environ 3,3 m de hauteur de forme conique. Selon Le Rouzic, un second menhir était situé à l'est du tumulus voisin mais aurait été détruit vers 1898.